# 963 Iduberga
963 Iduberga, asteroid glavnog pojasa. Otkrio ga je Karl Wilhelm Reinmuth, 26. listopada 1921.

## Vanjske poveznice
- Minor Planet Center